# چندمرورگری
چندمرورگری (به انگلیسی: Cross-browser) به سازگاری یک وبگاه، نرم افزار کاربردی وب، صفحه اچ‌تی‌ام‌ال یا اسکریپت سمت کاربر، با همه مرورگرهای وب گفته می‌شود.
کاربرد و ایجاد این اصطلاح در پی پردازش‌های گوناگون مرورگرهای متنوع به وجود آمد که می‌توانند موجب نتایج متفاوتی برای یک منبع واحد شوند. بنابراین یک نمونه چند مرورگری، نمونه ای است که در همه مرورگرها، نتیجه یکسان و مشابهی داشته باشد.